# Brandzeia filicifolia
Brandzeia es un género monotípico de plantas de la subfamilia Caesalpinioideae, familia de las legumbres Fabaceae. Su única especie: Brandzeia filicifolia Baill., es originaria de Madagascar.

## Descripción
Es un pequeño árbol que se encuentra en Madagascar en Antsiranana, Mahajanga y Toliara.

## Taxonomía
Brandzeia filicifolia fue descrita por Henri Ernest Baillon y publicado en Adansonia 9: 217. 1869.
Sinonimia
- Bathiaea rubriflora Drake[1][3]